# England (Arkansas)
England é uma cidade localizada no estado americano de Arkansas, no Condado de Lonoke.

## Demografia
Segundo o censo americano de 2000, a sua população era de 2972 habitantes.
Em 2006, foi estimada uma população de 3045, um aumento de 73 (2.5%).

## Geografia
De acordo com o United States Census Bureau, a localidade tem uma área de 4,8 km², sem área coberta por água. England localiza-se a aproximadamente 66 m acima do nível do mar.

## Localidades na vizinhança
O diagrama seguinte representa as localidades num raio de 24 km ao redor de England.